# Помпоній Басс (консул 211)
Помпоній Бас (лат. Pomponius Bassus; 175—221) — римський сенатор, який діяв під час правління імператорів Септимія Севера, Каракалли та Гети.

## Біографія
Батьком Помпонія Басса, ймовірно, був Гай Помпоній Басс Теренціан (бл. 155-після 193), який служив суфектконсулом близько 193 року; ім'я його матері невідоме.
Басс був консулом у 211 році. Між 212 і 217 роками він служив легатом у Нижній або Верхній Мезії і, можливо, римським намісником Місії.
Десь між 216 і 218 роками він одружився з багатою Аннією Аврелією Фаустиною, правнучкою Марка Аврелія і Фаустини Молодшої. Після одруження вони переїхали до великого маєтку Фаустини в Пісідії. Їхній шлюб був щасливим. У маєтку є написи, що засвідчують як їхній шлюб, так і спільне володіння маєтком. Фаустина народила Бассу щонайменше двох дітей: дочку на ім'я Помпонія Уммідія (народилася 219 р.) і сина Тиберія Помпонія Басса (народився 220 р.).
До червня 221 року імператора Елагабала привабили чарівність, краса та імператорське походження Фаустини. Елагабал наказав сенату стратити Басса під якимось легковажним приводом, щоб заволодіти нею. Після страти Басса Елагабал заборонив Фаустині оплакувати його.
У липні 221 року Елагабал узяв Фаустину як свою третю дружину, але до кінця року розлучився з нею.